# Alan Šavar
Alan Šavar (Zagreb, 8. srpnja 1968.), hrvatski kulturni, diplomatski i politički djelatnik u iseljeništvu u Švicarskoj, po struci inženjer turizma

## Životopis
Rođen je 8. srpnja 1968. godine u Zagrebu od oca Ivana i majke Miroslave rod. Kajfeš. Porijeklom je s otoka Paga iz grada Paga, živi u Švicarskoj od 1. kolovoza 1971. godine. U Švicarskoj je odrastao i školovao se. Radi na visokim pozicijama u turizmu i hotelijerstvu. Prije Domovinskog rata, bio je član Hrvatske kulturne zajednice ogranka Bern te jedno vrijeme i njen predsjednik. Za vrijeme Domovinskog rata radio je u konzularnom odjelu Veleposlanstva RH u Bernu i Zürichu. Predsjednik HDZ Švicarske u tri mandata: 1991. do 1992., 1992. do 1993., 1993. do 1995. godine. Dok je bio predsjednik HDZ-a Švicarske, dali su prevesti kompletno švicarsko zakonodavstvo i Ustav s ciljem da se on praktički jedan na prema jedan prenese u Hrvatsku. Smatra da je postojanje Županijskog doma Sabora bila dobra zamisao, jer je osnovan upravo prema uzoru na švicarski parlament (National- und Ständerat) i smatra da određene struje u Hrvatskoj ("one koje Hrvatsku nikada nisu htjele") su uspješno spriječile da bi se ta ideja dalje razvila i realizirala.
Na izvještajnom saboru stranke HDZ 1994. daje ostavku na svim funkcijama i na članstvu u toj stranci. Od 1994. godine član klape Chorus croaticus. Suosnivač udruge Anima Croatorum - hrvatski domoljubi iz Švicarske. Suosnivač i prvi predsjednik prve podružnice stranke Neovisni za Hrvatsku u inozemstvu za Švicarsku i Lihtenštajn.

## Vanjske poveznice
https://alansavar.wordpress.com/